# Myosotis sylvatica
Myosotis sylvatica Ehrh. ex Hoffm., 1791 è una pianta appartenente alla famiglia delle Borraginacee, comunemente nota come non ti scordar di me.

## Descrizione
Il non ti scordar di me è una pianta stagionale che ha le foglie lunghe e verdi, mentre i fiori sono blu (azzurro o celeste), rosa, viola, bianchi e raramente gialli  (il centro del fiore rimane giallo); il frutto è una bacca da cui a maturazione fuoriescono i semi di colore nero.

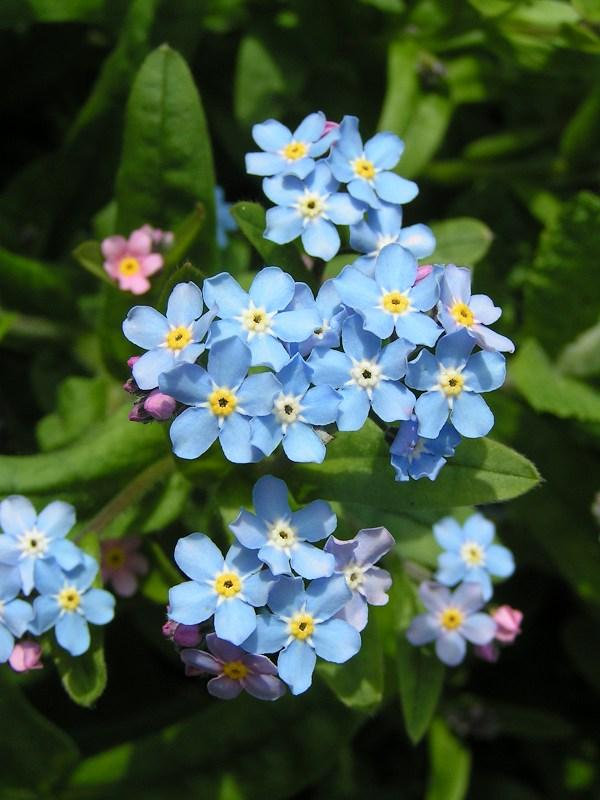
I fiori
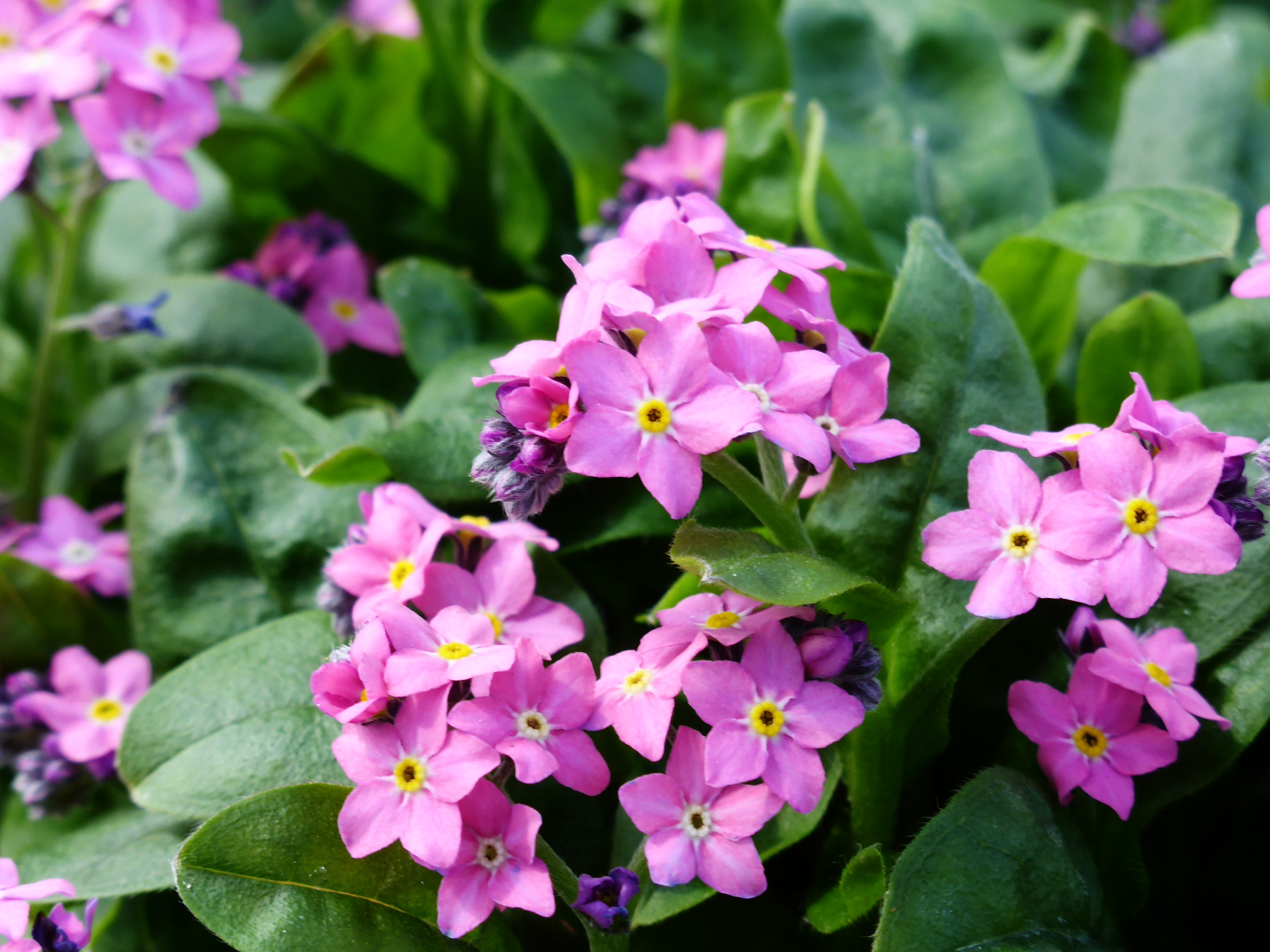
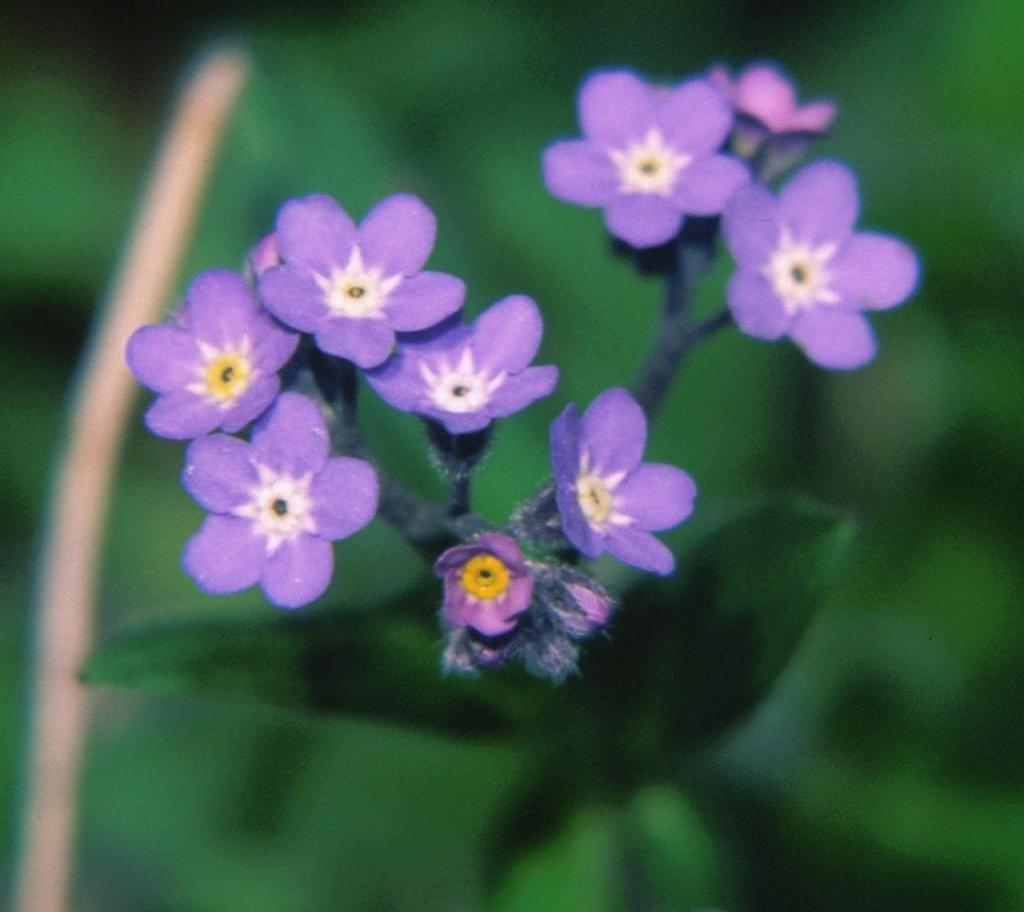
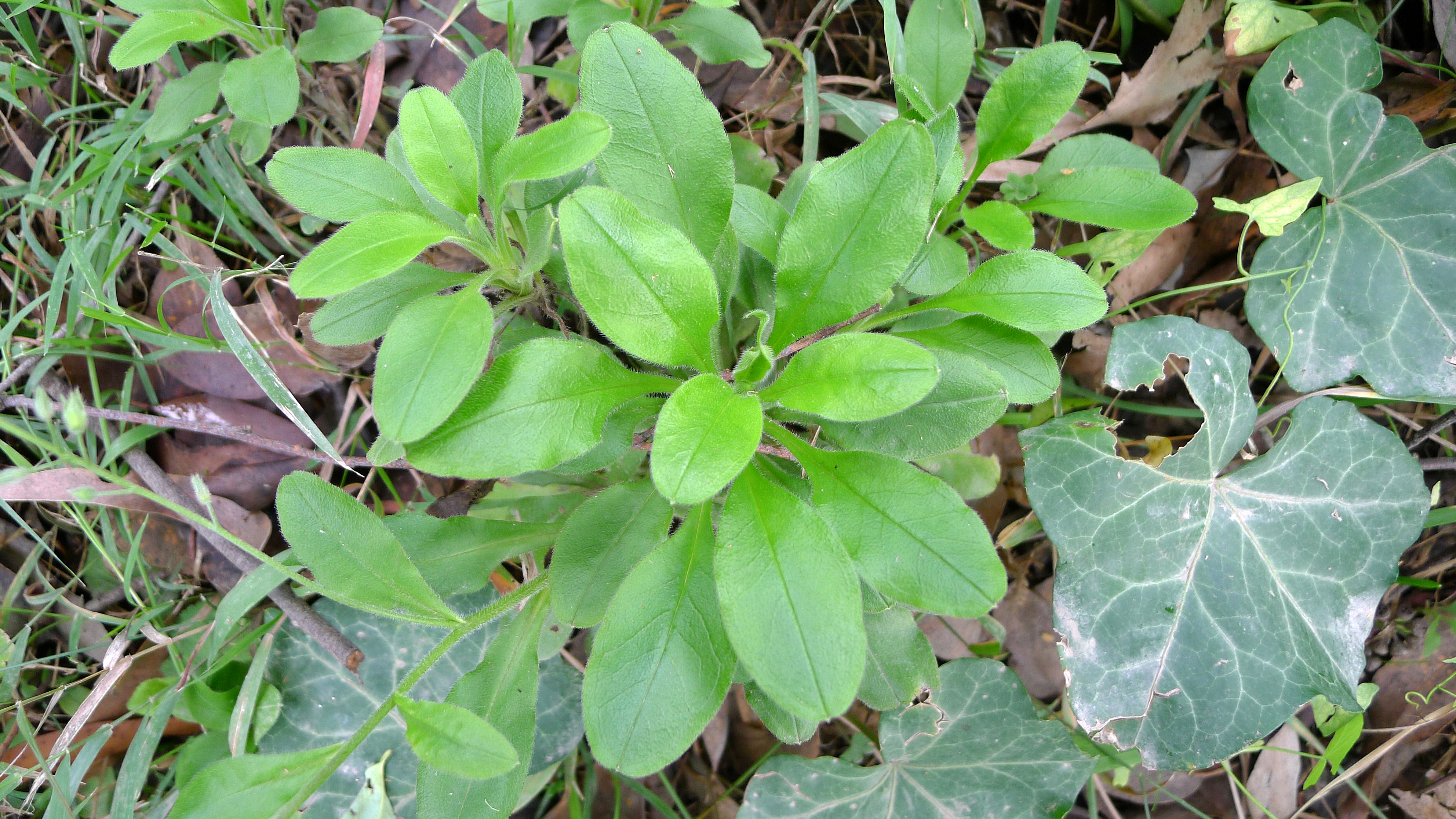
Le foglie
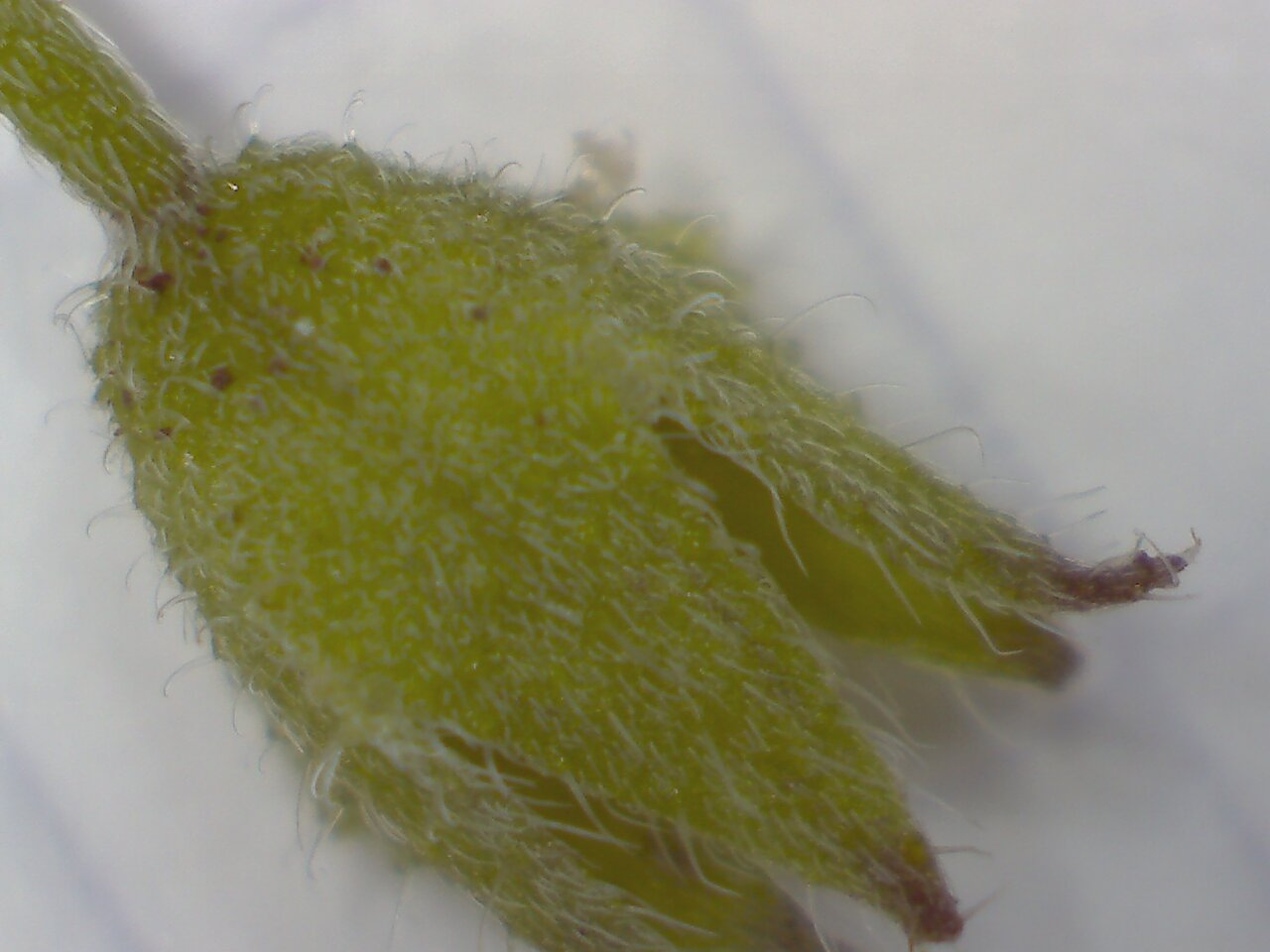
Il frutto
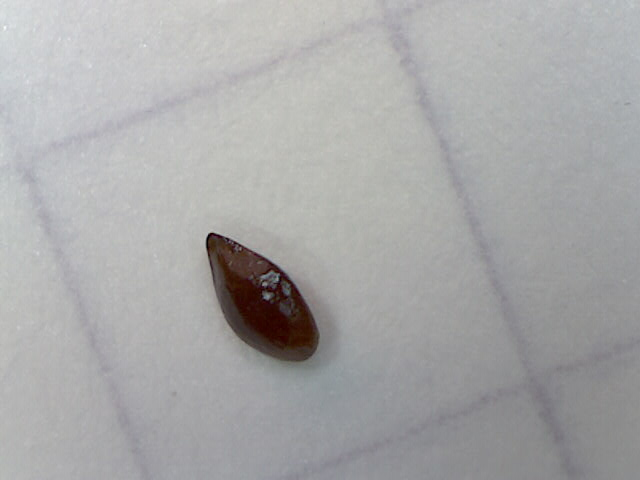
Un seme